# ОФК Кикинда
ОФК Кикинда је фудбалски клуб из Кикинде, и тренутно се такмичи у Српској лиги Војводине, четвртом такмичарском рангу српског фудбала. Клуб је основан 1909. године под именом НАК и један је од најстаријих клубова у Србији.

## Историја
Историја ОФК Кикинде почиње 1909. године када је основан клуб под именом НАК. Кикинда је кроз историју имала више имена: КАК (1918-19.), АК Србија (1919-1932), СК Слога (1932-1945) и 6. октобар (1945-1970е). Од 70-их се зове ОФК Кикинда. Између два светска рата клуб је углавном био члан регионалне Банатске лиге.
Читаве три деценије након Другог светског рата клуб се и даље такмичи у нижим лигама, да би, 1976. године, освајањем Војвођанске лиге остварили до тада највећи успех и по први пут се нашли у Другој лиги СФР Југославије. Од тада па све до распада земље, ОФК Кикинда је стални члан друге лиге, са изузетком сезоне 1980/81 када су се накратко вратили у трећи степен такмичења. Током овог периода клуб бележи више запажених резултата као што су треће место у Групи Запад Друге лиге 1976/77 и 1977/78 и четврто место у јединственој Другој лиги СФРЈ у сезонама 1988/89 и 1990/91. Такође, 1980. године ОФК Кикинда стиже до полуфинала Купа Југославије где резултатом 3:1 испада од загребачког Динама, који је касније и освојио трофеј.
У лето 1992. године, створена је Прва лига СРЈ и ОФК Кикинда је, као један од седам најбоље пласираних тимова друге лиге из претходне сезоне, добила прилику да учествује у премијерном издању елитне лиге. Сезону 1992/93. завршава на 14. месту од 19. клубова. Следеће сезоне, 1993/94., на коначној табели заузима 17. место и у баражу за опстанак испада од ФК Лознице. Сезоне 1996/97. ОФК Кикинда је поново прволигаш, тачније, такмичи се у Првој Б лиги и заузима 9. место. У баражу за опстанак губи у двомечу од Радничког из Крагујевца укупним резултатом 2:4.
Од тада клуб бележи све слабије резултате. У сезони 1999/00. заузима претпоследње место у Другој лиги Север и испада у Српску лигу - група Војводина. После деценије балансирања између трећег и четвртог степена такмичења, клуб у сезони 2011/12. завршава на последњем месту Српске лиге Војводина.

## Успеси
- Војвођанска лига
Освајач: 1975/76, 1980/81.

## Познати бивши играчи
- Младен Крстајић
- Драган Жилић
- Димитрије Ињац
- Владимир Мудринић
- Божидар Сандић
- Благоје Пауновић
- Игор “Роналдо” Степачев
- Предраг Јокановић
- Ратко Дујковић
- Дражен Филиповић
- Анђелко Црномарковић
- Горан Трифковић
- Горан Сивчев
- Милорад Билбија

## Познати бивши тренери
- Милутин Шошкић
- Мирослав Козомора
- Toмислав Тоша Манојловић